# Sirtori
Sirtori (lombardul: Sirtol vagy Sirtor) település Olaszországban, Lombardia régióban, Lecco megyében. Lakosainak száma 2794 fő (2023. január 1.). Sirtori Barzago, Barzanò, Castello di Brianza, Missaglia, La Valletta Brianza és Viganò községekkel határos.

## Népesség
A település lakossága az elmúlt években az alábbi módon változott:
| Lakosok száma | 2811 | 2804 | 2794 |
|               | 2017 | 2018 | 2023 |